# جو سميث (لاعب كرة قدم)
جو سميث (بالإنجليزية: Joe Smith)‏ (25 يونيو 1889 في المملكة المتحدة - 11 أغسطس 1971 ببلاكبول في المملكة المتحدة) هو مدرب كرة قدم ولاعب كرة قدم بريطاني وإنجليزي (وحمل سابقاً جنسية المملكة المتحدة لبريطانيا العظمى وأيرلندا) في مركز الهجوم. شارك مع منتخب إنجلترا لكرة القدم. أما مع النوادي، فقد لعب مع بورت فايل وبولتون واندررز وستوكبورت كونتي ونادي دارون.

## وصلات خارجية
- جو سميث على موقع قاعدة بيانات كرة القدم.إي يو (الإنجليزية)
- جو سميث على موقع ناشيونال فوتبول تيمز (الإنجليزية)
- جو سميث على موقع Soccerbase.com (لاعب) (الإنجليزية)
- جو سميث على موقع Soccerbase.com (مدرب) (الإنجليزية)